# دوست من ویکتوریا
دوست من ویکتوریا (به فرانسوی: Mon amie Victoria) فیلمی فرانسوی / بلژیکی است، به کارگردانی ژان پل سیوراک، که برای اولین بار در ۹ اکتبر ۲۰۱۴ در فستیوال بین‌المللی فیلم فرانکوفون نامور در بلژیک اکران شد. از بازیگران این فیلم می‌توان به گوسلاژی مالاندا، نادیا موسی، کاترین موشه، پاسکال گرگوری و پیر اندرو اشاره کرد.
فیلم بر اساس داستانی از دوریس لسینگ به نام ویکتوریا و استیونیز ساخته شده‌است.

## داستان
ویکتوریا، دختری سیاه پوست از خانواده ای متوسط شبی را در پاریس در یک خانواده متمول به همراه توماس می‌گذراند. سال‌ها می‌گذرد تا ویکتوریا به توماس و خانواده‌ وی بگوید که فرزندی هفت ساله دارد...